# Campeonato Mundial de Voleibol Femenino Sub-23 de 2015
El Campeonato Mundial de Voleibol Femenino Sub-23 de 2015 fue la II edición del torneo mundial de selecciones nacionales femeninas categoría sub-23 de la Federación Internacional de Voleibol (FIVB), se llevó a cabo del 7 al 16 de agosto de 2015 en la ciudad de Ankara, Turquía.
El certamen fue organizado por la Federación de Voleibol de Turquía (TVF) bajo la supervisión de la FIVB.

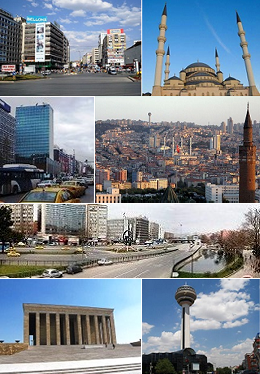
Ankara Sede del II Campeonato Mundial de Voleibol Femenino Sub-23

## Proceso de clasificación
En diciembre de 2013 la FIVB determinó el método de clasificación para los campeonatos mundiales de categorías inferiores. Para el campeonato mundial sub-23 se fijaron 12 cupos que se repartieron de la siguiente manera: 2 cupos para cada una de las cinco confederaciones continentales (AVC, CAVB, CEV, CSV Y NORCECA), 1 cupo para el anfitrión y 1 cupo que se entregará al equipo mejor ubicado en el ranking mundial FIVB que no haya clasificado por las vías antes mencionadas.
La Confederación Africana de Voleibol perdió una plaza por haber disputado su torneo continental solo con 4 equipos, lo cual va en contra de las bases de la FIVB que estipulan que en cada torneo continental deben participar por lo menos el 50% de los países de la región u 8 países como mínimo para mantener sus cupos, como consecuencia, esa plaza pasó a la bolsa de la clasificación mediante el ranking FIVB de mayores.
| Confederación | Vía de Clasificación                                        | Fecha                             | Lugar                  | Vacantes | Equipo                    |
| ------------- | ----------------------------------------------------------- | --------------------------------- | ---------------------- | -------- | ------------------------- |
| FIVB          | Sede                                                        | 11 de noviembre de 2014           | Lausana, Suiza         | 1        | Turquía                   |
| FIVB          | Ranking FIVB                                                | Enero de 2015                     | Lausana, Suiza         | 2        | Perú Japón                |
| AVC           | Campeonato Asiático de Voleibol Femenino Sub-23 de 2015     | Del 1 al 9 de mayo de 2015        | Dávao, Filipinas       | 2        | China Tailandia           |
| CAVB          | Campeonato Africano de Voleibol Femenino Sub-23 de 2014     | Del 7 al 9 de septiembre de 2014  | Argel, Argelia         | 1        | Egipto                    |
| CEV           | Ranking CEV Sub-20                                          | 18 de septiembre de 2014          | Luxemburgo, Luxemburgo | 2        | Bulgaria Italia           |
| CSV           | Campeonato Sudamericano de Voleibol Femenino Sub-22 de 2014 | Del 7 al 13 de septiembre de 2014 | Popayán, Colombia      | 2        | Brasil Colombia           |
| NORCECA       | Copa Panamericana de Voleibol Femenino Sub-23 de 2014       | Del 5 al 10 de octubre de 2014    | Ica, Perú              | 2        | República Dominicana Cuba |

## Formato de competición
El torneo se desarrolla dividido en dos fases: Fase de grupos y Fase final.
En la fase de grupos las 12 selecciones son divididas en dos grupos de 6 equipos cada uno, en cada grupo se juega con un sistema de todos contra todos y los equipos son clasificados de acuerdo a los siguientes criterios, en orden de aparición:
- Número de partidos ganados y perdidos.
- Puntos obtenidos, los cuales son otorgados de la siguiente manera:
  - Partido con resultado final 3-0 o 3-1: 3 puntos al ganador y 0 puntos al perdedor.
  - Partido con resultado final 3-2: 2 puntos al ganador y 1 punto al perdedor.
- Proporción entre los sets ganados y los sets perdidos (Sets ratio).
- Proporción entre los puntos ganados y los puntos perdidos (Puntos ratio).
- Resultado del partido entre los equipos implicados.
- Cuando el empate en puntos ratio es entre tres o más equipos, se elabora una nueva clasificación con los dos primeros criterios y solo tomando en cuenta los resultados entre los equipos involucrados.

Los cuatro primeros de cada grupo pasan a la fase final aunque a instancias distintas según la posición que ocuparon.
En la fase final el primero del grupo A juega contra el segundo del grupo B y el primero del grupo B contra el segundo del grupo A en las semifinales, los ganadores pasan a disputar la final del torneo mientras que los perdedores juegan por el tercer y cuarto lugar. Con un formato similar los equipos que ocuparon el tercer y cuarto lugar de los grupos A y B juegan por las posiciones del quinto al octavo lugar.

## Sedes
| Ankara            | Ankara, ciudad sede del Campeonato Mundial de Voleibol Femenino Sub-23 Turquía 2015 | Ankara                       |
| ----------------- | ----------------------------------------------------------------------------------- | ---------------------------- |
| Ankara Arena      | Ankara, ciudad sede del Campeonato Mundial de Voleibol Femenino Sub-23 Turquía 2015 | Pabellón de voleibol Başkent |
| Capacidad: 10 000 | Ankara, ciudad sede del Campeonato Mundial de Voleibol Femenino Sub-23 Turquía 2015 | Capacidad: 7623              |
|                   | Ankara, ciudad sede del Campeonato Mundial de Voleibol Femenino Sub-23 Turquía 2015 |                              |

## Resultados
- Las horas indicadas corresponden al huso horario local de Turquía (Hora de Verano de Europa Oriental – EEST): UTC+3.

### Fase de grupos
– Clasificado a las Semifinales.      – Clasificado a las Semifinales 5.° al 8.° puesto.

#### Grupo A
- Sede: Ankara Arena.

|     |          | Partidos | Partidos | Partidos |     | Sets | Sets | Sets  | Puntos | Puntos | Puntos |
| Pos | Equipo   | PJ       | PG       | PP       | Pts | SG   | SP   | Ratio | PG     | PP     | Ratio  |
| --- | -------- | -------- | -------- | -------- | --- | ---- | ---- | ----- | ------ | ------ | ------ |
| 1   | Turquía  | 5        | 5        | 0        | 14  | 15   | 3    | 5.000 | 429    | 318    | 1.349  |
| 2   | Brasil   | 5        | 4        | 1        | 12  | 12   | 4    | 3.000 | 373    | 300    | 1.243  |
| 3   | Italia   | 5        | 3        | 2        | 8   | 11   | 8    | 1.375 | 432    | 417    | 1.035  |
| 4   | Bulgaria | 5        | 2        | 3        | 7   | 8    | 9    | 0.888 | 370    | 378    | 0.978  |
| 5   | Colombia | 5        | 1        | 4        | 3   | 3    | 12   | 0.250 | 306    | 363    | 0.842  |
| 6   | Egipto   | 5        | 0        | 5        | 1   | 2    | 15   | 0.133 | 276    | 410    | 0.673  |

| Fecha        | Hora  | Partido  | Partido   | Partido  | Sets  | Sets  | Sets  | Sets  | Sets  | Puntuación total | Reporte |
| Fecha        | Hora  |          | Resultado |          | 1     | 2     | 3     | 4     | 5     | Puntuación total | Reporte |
| ------------ | ----- | -------- | --------- | -------- | ----- | ----- | ----- | ----- | ----- | ---------------- | ------- |
| 12 de agosto | 14:00 | Brasil   | 3 – 0     | Colombia | 25-15 | 25-15 | 25-18 | -     | -     | 75 – 48          | P2 P3   |
| 12 de agosto | 16:30 | Italia   | 3 – 0     | Bulgaria | 25-23 | 25-20 | 25-19 | -     | -     | 75 – 62          | P2 P3   |
| 12 de agosto | 19:00 | Turquía  | 3 – 0     | Egipto   | 25-10 | 25-17 | 25-13 | -     | -     | 75 – 40          | P2 P3   |
| 13 de agosto | 14:00 | Bulgaria | 3 – 0     | Colombia | 25-22 | 25-17 | 30-28 | -     | -     | 80 – 67          | P2 P3   |
| 13 de agosto | 16:30 | Brasil   | 3 – 0     | Egipto   | 25-6  | 25-15 | 25-11 | -     | -     | 75 – 32          | P2 P3   |
| 13 de agosto | 19:00 | Turquía  | 3 – 1     | Italia   | 25-15 | 22-25 | 25-18 | 25-22 | -     | 97 – 80          | P2 P3   |
| 14 de agosto | 14:00 | Italia   | 3 – 0     | Colombia | 25-19 | 26-24 | 25-21 | -     | -     | 76 – 64          | P2 P3   |
| 14 de agosto | 16:30 | Bulgaria | 3 – 0     | Egipto   | 25-16 | 25-18 | 25-15 | -     | -     | 75 – 49          | P2 P3   |
| 14 de agosto | 19:00 | Turquía  | 3 – 0     | Brasil   | 25-18 | 25-15 | 25-14 | -     | -     | 75 – 47          | P2 P3   |
| 15 de agosto | 14:00 | Colombia | 3 – 0     | Egipto   | 25-14 | 25-19 | 26-24 | -     | -     | 76 – 57          | P2 P3   |
| 15 de agosto | 16:30 | Brasil   | 3 – 1     | Italia   | 30-28 | 16-25 | 25-19 | 25-20 | -     | 96 – 92          | P2 P3   |
| 15 de agosto | 19:00 | Turquía  | 3 – 2     | Bulgaria | 25-20 | 25-22 | 23-25 | 19-25 | 15-8  | 107 – 100        | P2 P3   |
| 17 de agosto | 14:00 | Italia   | 3 – 2     | Egipto   | 22-25 | 22-25 | 25-21 | 25-15 | 15-12 | 109 – 98         | P2 P3   |
| 17 de agosto | 16:30 | Brasil   | 3 – 0     | Bulgaria | 25-17 | 25-8  | 30-28 | -     | -     | 80 – 53          | P2 P3   |
| 17 de agosto | 19:00 | Turquía  | 3 – 0     | Colombia | 25-21 | 25-13 | 25-17 | -     | -     | 75 – 51          | P2 P3   |

#### Grupo B
- Sede: Pabellón de voleibol Başkent.

|     |                      | Partidos | Partidos | Partidos |     | Sets | Sets | Sets  | Puntos | Puntos | Puntos |
| Pos | Equipo               | PJ       | PG       | PP       | Pts | SG   | SP   | Ratio | PG     | PP     | Ratio  |
| --- | -------------------- | -------- | -------- | -------- | --- | ---- | ---- | ----- | ------ | ------ | ------ |
| 1   | República Dominicana | 5        | 4        | 1        | 12  | 13   | 4    | 3.250 | 405    | 324    | 1.250  |
| 2   | Japón                | 5        | 4        | 1        | 12  | 13   | 4    | 3.250 | 404    | 339    | 1.191  |
| 3   | China                | 5        | 4        | 1        | 12  | 12   | 6    | 2.000 | 428    | 354    | 1.209  |
| 4   | Tailandia            | 5        | 2        | 3        | 6   | 7    | 10   | 0.700 | 380    | 402    | 0.945  |
| 5   | Perú                 | 5        | 1        | 4        | 3   | 6    | 12   | 0.500 | 372    | 407    | 0.914  |
| 6   | Cuba                 | 5        | 0        | 5        | 0   | 0    | 15   | 0.000 | 217    | 380    | 0.571  |

| Fecha        | Hora  | Partido         | Partido   | Partido         | Sets  | Sets  | Sets  | Sets  | Sets | Puntuación total | Reporte |
| Fecha        | Hora  |                 | Resultado |                 | 1     | 2     | 3     | 4     | 5    | Puntuación total | Reporte |
| ------------ | ----- | --------------- | --------- | --------------- | ----- | ----- | ----- | ----- | ---- | ---------------- | ------- |
| 12 de agosto | 14:00 | China           | 3 – 1     | Tailandia       | 25-27 | 25-19 | 25-21 | 25-23 | -    | 100 – 90         | P2 P3   |
| 12 de agosto | 16:30 | Rep. Dominicana | 3 – 1     | Perú            | 25-21 | 25-17 | 23-25 | 25-17 | -    | 98 – 80          | P2 P3   |
| 12 de agosto | 19:00 | Japón           | 3 – 0     | Cuba            | 25-16 | 25-10 | 25-20 | -     | -    | 75 – 46          | P2 P3   |
| 13 de agosto | 14:00 | Perú            | 1 – 3     | Tailandia       | 25-21 | 17-25 | 22-25 | 21-25 | -    | 85 – 96          | P2 P3   |
| 13 de agosto | 16:30 | Rep. Dominicana | 3 – 0     | Cuba            | 25-19 | 25-13 | 25-9  | -     | -    | 75 – 41          | P2 P3   |
| 13 de agosto | 19:00 | China           | 3 – 1     | Japón           | 23-25 | 25-16 | 25-22 | 27-25 | -    | 100 – 88         | P2 P3   |
| 14 de agosto | 14:00 | Japón           | 3 – 0     | Tailandia       | 25-20 | 25-23 | 25-15 | -     | -    | 75 – 58          | P2 P3   |
| 14 de agosto | 16:30 | Perú            | 3 – 0     | Cuba            | 25-9  | 25-10 | 25-22 | -     | -    | 75 – 41          | P2 P3   |
| 14 de agosto | 19:00 | China           | 0 – 3     | Rep. Dominicana | 19-25 | 19-25 | 18-25 | -     | -    | 56 – 75          | P2 P3   |
| 15 de agosto | 14:00 | Cuba            | 0 – 3     | Tailandia       | 17-25 | 28-30 | 22-25 | -     | -    | 67 – 80          | P2 P3   |
| 15 de agosto | 16:30 | China           | 3 – 1     | Perú            | 22-25 | 25-20 | 25-18 | 25-16 | -    | 97 – 79          | P2 P3   |
| 15 de agosto | 19:00 | Japón           | 3 – 1     | Rep. Dominicana | 25-20 | 25-18 | 16-25 | 25-19 | -    | 91 – 82          | P2 P3   |
| 17 de agosto | 14:00 | Rep. Dominicana | 3 – 0     | Tailandia       | 25-22 | 25-21 | 25-13 | -     | -    | 75 – 56          | P2 P3   |
| 17 de agosto | 16:30 | Japón           | 3 – 0     | Perú            | 25-18 | 25-20 | 25-15 | -     | -    | 75 – 53          | P2 P3   |
| 17 de agosto | 19:00 | China           | 3 – 0     | Cuba            | 25-6  | 25-8  | 25-8  | -     | -    | 75 – 22          | P2 P3   |

### Fase final

#### Clasificación 5.° al 8.º puesto
|  | Semifinales 5.° al 8.º puesto | Semifinales 5.° al 8.º puesto |   |           | Partido 5.° y 6.° puesto | Partido 5.° y 6.° puesto |  |
|  |                               |                               |   |           |                          |                          |  |
|  |                               |                               |   |           |                          |                          |  |
|  | Italia                        | 3                             |   |           |                          |                          |  |
|  | Tailandia                     | 0                             |   |           |                          |                          |  |
|  |                               |                               |   |           |                          |                          |  |
|  |                               |                               |   |           |                          |                          |  |
|  |                               |                               |   |           | Italia                   | 0                        |  |
|  |                               | China                         | 3 |           |                          |                          |  |
|  |                               |                               |   |           |                          |                          |  |
|  |                               |                               |   |           |                          |                          |  |
|  |                               |                               |   |           | Partido 7.° y 8.° puesto |                          |  |
|  |                               |                               |   |           |                          |                          |  |
|  | China                         | 3                             |   | Tailandia | 2                        |                          |  |
|  | Bulgaria                      | 1                             |   |           | Bulgaria                 | 3                        |  |

##### Semifinales 5.° al 8.º puesto
| Fecha        | Hora  | Partido | Partido   | Partido   | Sets  | Sets  | Sets  | Sets  | Sets | Puntuación total | Reporte |
| Fecha        | Hora  |         | Resultado |           | 1     | 2     | 3     | 4     | 5    | Puntuación total | Reporte |
| ------------ | ----- | ------- | --------- | --------- | ----- | ----- | ----- | ----- | ---- | ---------------- | ------- |
| 18 de agosto | 11:00 | Italia  | 3 – 0     | Tailandia | 25-23 | 27-25 | 28-26 | -     | -    | 80 – 74          | P2 P3   |
| 18 de agosto | 13:30 | China   | 3 – 1     | Bulgaria  | 22-25 | 25-21 | 25-20 | 25-19 | -    | 97 – 85          | P2 P3   |

##### Partido 7.° y 8.º puesto
| Fecha        | Hora  | Partido   | Partido   | Partido  | Sets  | Sets  | Sets  | Sets  | Sets | Puntuación total | Reporte |
| Fecha        | Hora  |           | Resultado |          | 1     | 2     | 3     | 4     | 5    | Puntuación total | Reporte |
| ------------ | ----- | --------- | --------- | -------- | ----- | ----- | ----- | ----- | ---- | ---------------- | ------- |
| 19 de agosto | 11:00 | Tailandia | 2 – 3     | Bulgaria | 21-25 | 25-21 | 25-17 | 12-25 | 8-15 | 91 – 103         | P2 P3   |

##### Partido 5.° y 6.º puesto
| Fecha        | Hora  | Partido | Partido   | Partido | Sets  | Sets  | Sets  | Sets | Sets | Puntuación total | Reporte |
| Fecha        | Hora  |         | Resultado |         | 1     | 2     | 3     | 4    | 5    | Puntuación total | Reporte |
| ------------ | ----- | ------- | --------- | ------- | ----- | ----- | ----- | ---- | ---- | ---------------- | ------- |
| 19 de agosto | 13:30 | Italia  | 0 – 3     | China   | 21-25 | 20-25 | 25-27 | -    | -    | 66 – 77          | P2 P3   |

#### Clasificación 1.° al 4.º puesto
|  | Semifinales          | Semifinales |   |       | Final                    | Final |  |
|  |                      |             |   |       |                          |       |  |
|  |                      |             |   |       |                          |       |  |
|  | Turquía              | 3           |   |       |                          |       |  |
|  | Japón                | 1           |   |       |                          |       |  |
|  |                      |             |   |       |                          |       |  |
|  |                      |             |   |       |                          |       |  |
|  |                      |             |   |       | Turquía                  | 1     |  |
|  |                      | Brasil      | 3 |       |                          |       |  |
|  |                      |             |   |       |                          |       |  |
|  |                      |             |   |       |                          |       |  |
|  |                      |             |   |       | Partido 3.° y 4.° puesto |       |  |
|  |                      |             |   |       |                          |       |  |
|  | República Dominicana | 2           |   | Japón | 2                        |       |  |
|  | Brasil               | 3           |   |       | República Dominicana     | 3     |  |

##### Semifinales
| Fecha        | Hora  | Partido         | Partido   | Partido | Sets  | Sets  | Sets  | Sets  | Sets | Puntuación total | Reporte |
| Fecha        | Hora  |                 | Resultado |         | 1     | 2     | 3     | 4     | 5    | Puntuación total | Reporte |
| ------------ | ----- | --------------- | --------- | ------- | ----- | ----- | ----- | ----- | ---- | ---------------- | ------- |
| 18 de agosto | 16:00 | Rep. Dominicana | 2 – 3     | Brasil  | 25-19 | 21-25 | 25-15 | 22-25 | 9-15 | 102 – 99         | P2 P3   |
| 18 de agosto | 18:30 | Turquía         | 3 – 1     | Japón   | 25-20 | 25-12 | 24-26 | 25-22 |      | 99 – 80          | P2 P3   |

##### Partido 3.° y 4.º puesto
| Fecha        | Hora  | Partido | Partido   | Partido         | Sets  | Sets  | Sets  | Sets  | Sets  | Puntuación total | Reporte |
| Fecha        | Hora  |         | Resultado |                 | 1     | 2     | 3     | 4     | 5     | Puntuación total | Reporte |
| ------------ | ----- | ------- | --------- | --------------- | ----- | ----- | ----- | ----- | ----- | ---------------- | ------- |
| 19 de agosto | 16:00 | Japón   | 2 – 3     | Rep. Dominicana | 25-21 | 25-17 | 21-25 | 16-25 | 11-15 | 98 – 103         | P2 P3   |

##### Final
| Fecha        | Hora  | Partido | Partido   | Partido | Sets  | Sets  | Sets  | Sets  | Sets | Puntuación total | Reporte |
| Fecha        | Hora  |         | Resultado |         | 1     | 2     | 3     | 4     | 5    | Puntuación total | Reporte |
| ------------ | ----- | ------- | --------- | ------- | ----- | ----- | ----- | ----- | ---- | ---------------- | ------- |
| 19 de agosto | 18:30 | Turquía | 1 – 3     | Brasil  | 21-25 | 25-21 | 19-25 | 22-25 |      | 87 – 96          | P2 P3   |

## Clasificación final
| Pos.              | Equipo               |
| ----------------- | -------------------- |
| Medalla de oro    | Brasil               |
| Medalla de plata  | Turquía              |
| Medalla de bronce | República Dominicana |
| 4                 | Japón                |
| 5                 | China                |
| 6                 | Italia               |
| 7                 | Bulgaria             |
| 8                 | Tailandia            |
| 9                 | Perú                 |
| 10                | Colombia             |
| 11                | Egipto               |
| 12                | Cuba                 |

## Distinciones individuales
Equipo ideal elegido por la organización del torneo.
- Mejor atacante por punta:  Brayelin Martínez
- Segunda mejor atacante por punta:  Arisa Inoue
- Mejor bloqueadora central:  Akman Kubra
- Segunda mejor bloqueadora central:  Sara Bonifacio
- Mejor libero:  Gizem
- Mejor armadora:  Silva Juma
- Mejor opuesta:  Rosamaria
- Jugadora más valiosa (MVP):  Silva Juma